# Antiplanes abarbarea
Antiplanes abarbarea é uma espécie de gastrópode do gênero Antiplanes, pertencente a família Pseudomelatomidae.